# Фахруддін Ахмед
Фахруддін Ахмед (бенг. ড. ফখরুদ্দীন আহমেদ, Fokhruddin Ahmed) (1940), бангладеський державний діяч, дипломат.

## Життєпис
Народився 1 травня 1940 року в місті Бікрампур, Бенгалія. Економіст за освітою.
З 1990 по 1991 — міністр закордонних справ Бангладеш.
З жовтня 2001 по квітень 2005 — голова Національного банку Бангладеш.
З листопада 2007 по січень 2009 — Прем'єр-міністр Бангладеш, за пропозицією військових для наведення порядку в економіці країни.
Прихильник жорсткого репресивного керування країною та наведення порядку військовими методами.
У 2007 — міністр закордонних справ Бангладеш.